# Universidad Autónoma de Sinaloa
La Universidad Autónoma de Sinaloa (UAS) es una institución de educación nivel bachillerato y de educación superior pública y autónoma del estado  mexicano de Sinaloa, con sede en la ciudad de Culiacán.

## Historia
El Liceo Rosales fue inaugurado en la ciudad de Mazatlán por Eustaquio Buelna en 1873. El nombre fue adoptado como homenaje a Antonio Rosales (de ahí que la institución se refiera como Casa Rosalina) pero tras dificultades políticas, los poderes estatales se trasladaron a Culiacán y con ellos también el Liceo, que cambió su nombre a Colegio Rosales. Para entonces se impartían las carreras profesionales de ingeniero agrimensor, topógrafo e hidrógrafo, abogado, contador (tenedor de libros), químico (ensayador de metales) y profesor de educación básica.
Concluida la Revolución mexicana, en 1918 el Colegio Rosales se transforma en la Universidad de Occidente. El gobernador Ramón F. Iturbe decreta la autonomía universitaria, que adquiere capacidad jurídica para decidir su proyecto académico, administrar su patrimonio y autogobernarse, configurando así un caso pionero de reforma universitaria en México. Bajo un modelo de universidad regional, la institución comprendió a los niveles académicos de secundaria, normal, bachillerato, educación para adultos y educación continua, carreras técnicas y de licenciatura.

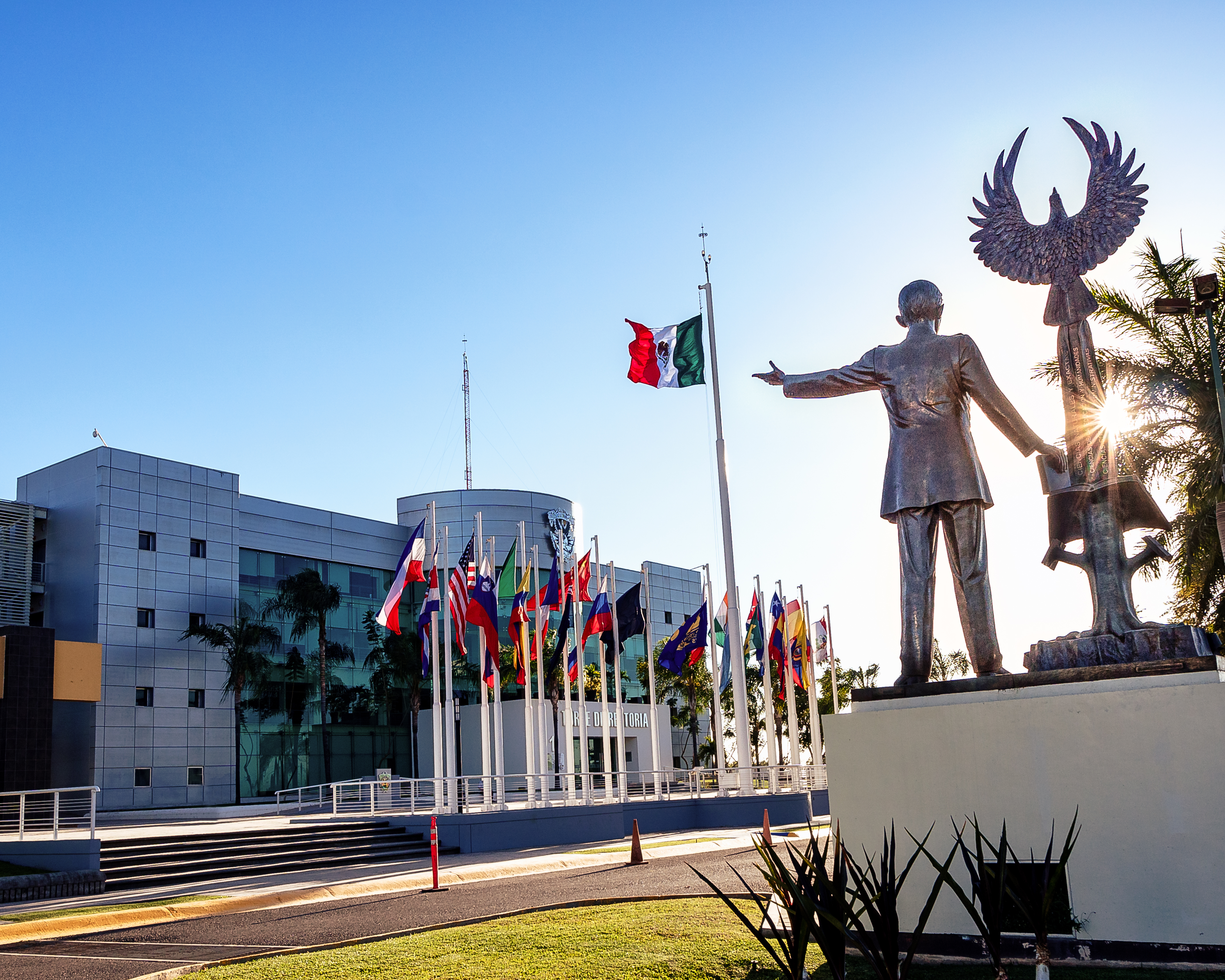
Torre de Rectoría, Campus Rafael Buelna Tenorio, Culiacán Rosales, Sinaloa, México.

La Universidad de Occidente mudó, en 1922, a Colegio Civil Rosales. Más tarde, a influjo del cardenismo, en 1937 se transformaría en Universidad Socialista del Noroeste. En 1941, tras el gobierno de Cárdenas, se nombra Universidad de Sinaloa. El 4 de diciembre de 1965, la institución recobra su autonomía abrogada en 1937. Con el nuevo ordenamiento legal, desde aquel año mantiene su denominación actual de Universidad Autónoma de Sinaloa.
Durante los años sesenta y setenta la institución vivió intensamente la movilización de sus estudiantes, maestros y trabajadores, con episodios de crisis. Sin embargo, para 1977 el movimiento universitario había restablecido la normalidad institucional. El proceso de regularización académica se ha manifestado en acciones para profesionalizar al magisterio, desplegar la investigación científica y profundizar su alcance social, a la par que reorganizar sus estructuras administrativas y financieras.

### Colegio Rosales
Debido a una serie de problemas que el gobernador Buelna enfrentaba con los comerciantes de Mazatlán, en septiembre de 1873 el Congreso del Estado de Sinaloa declara capital del estado a la ciudad de Culiacán, a la que se traslada el Liceo, junto con los poderes públicos. En marzo el Liceo se convierte en Colegio Rosales, en el que se enseñaba, además de secundaria y preparatoria, carreras profesionales, tales como:
- Preceptor de primeras letras
- Tenedor de libros
- Agrimensor
- Abogacía
- Farmacéutico

En ese año el Colegio tenía treinta alumnos, de los cuales catorce asistían con regularidad. Estaba integrado por un rector, que además impartía una de las clases, un portero, un mozo de aseo y seis catedráticos. El Colegio enfrentó serios problemas, ya que era común que los jóvenes no supieran leer ni escribir. Con el fin de resolver el problema educativo, se fundaron escuelas primarias.
En 1877 se establece en el Colegio el Internado para los estudios preparatorios. El Estado sostuvo diez becas de gracia, una para cada distrito, que se concedería al alumno de primaria más destacado de la demarcación. En 1881 se crea la Escuela Normal de Preceptores, anexa al Colegio, exclusivamente para alumnos becados. El Colegio era la única institución facultada en instrucción preparatoria en el Estado. Para entonces contaba para su funcionamiento administrativo de un director, un prefecto de estudios, un tesorero, un mayordomo, un médico, un portero y algunos sirvientes.

### Universidad de Occidente
En mayo de 1918, durante la rectoría de Bernardo José Gastélum, se crea la Universidad de Occidente, entonces el mayor proyecto educativo del noroeste de México. Durante su inauguración dijo:
"Creer que la Universidad tiene como misión la de formar sabios, es un error que, desgraciadamente, alimenta a gran número de nuestra gente consciente, confundiendo así una función accidental de la Universidad, como es la de formar peritos en ciencias, con la más grande que tiene, que es la de formar el alma nacional".
El Consejo Universitario, la máxima autoridad de la institución, tenía facultades para dictar los planes de estudio de las escuelas universitarias y de todas las que dependían de la Universidad; nombrar y destituir a los profesores; expedir bajo la firma del rector certificados, títulos y grados; decretar grado ad honorem a favor de quienes hubieran prestado servicios eminentes a la humanidad y a quienes los merecieran por sus conocimientos; y elegir al rector y vicerrector.
Contó con una excelente planta de maestros. La Universidad de Occidente gozó casi de plena autonomía. Eran los maestros los que definían el rumbo de la universidad, en todos sus aspectos, alejados totalmente de la esfera gubernamental.
Lamentablemente la crisis política que imperaba en el estado, consecuencia de la que existía a nivel nacional, propició que la universidad no contara con los recursos asignados, y desaparece en 1922, no obstante los esfuerzos que hicieron sus catedráticos para continuar dándole vida. La mayor herencia que la Universidad de Occidente dejó a la posteridad fue su lema: Sursum Versus.
En este periodo José María Tellaeche fungió también como rector.

### Colegio Civil Rosales
En octubre de 1922 la legislatura local crea el Colegio Civil Rosales, institución que impartiría instrucción preparatoria, profesional y normalista, la cual era laica y gratuita. La organización estaba encomendada a una Junta Directiva de Estudios, un director, un secretario con funciones de tesorero, un prefecto, un celador escribiente y un bibliotecario.
Ente 1926 y 1927 nace la Federación de Estudiantes Rosalinos, integrada por alumnos representantes de las escuelas de la institución, misma que participaba en los congresos que en diferentes partes del país organizaba la Federación Nacional de Estudiantes. Mucho peso lograron en este periodo los estudiantes, al grado de incidir decisivamente en la conducción de la institución y en sus planes de estudios. En 1931 los estudiantes lograron que el Congreso del Estado aprobara una ley que refundaba al colegio, en la que se contemplaba para gobernar a la institución, un Consejo Directivo, el cual estaba integrado por el director, el secretario, un profesor y un alumno de cada una de las escuelas y facultades y un miembro de la Federación de Estudiantes Rosalinos.

### Universidad Socialista del Noroeste
En 1934, Lázaro Cárdenas del Río llega a la presidencia de México. Dos años después, impulsa la educación socialista, entendida ésta como la formación integral del estudiante para incorporarse sin pérdida de tiempo a las tareas productivas de la sociedad.
En este marco, en febrero de 1937, el Colegio Civil Rosales se transforma en Universidad Socialista del Noroeste, cuyo objetivo era el de orientar a la juventud sinaloense hacia un socialismo organizado y creador; mejorar, en forma efectiva y por medio de la cultura popular, el nivel económico, moral y social del proletariado. El gobierno de la Universidad radicaba en el Consejo Universitario y en el rector y los directores de las escuelas. El rector era designado por el gobernador, y duraba en sus funciones mientras no se apartara del criterio educacional del estado. La institución había perdido la autonomía que gozaba en la etapa anterior.
Durante este periodo en realidad sólo hubo un rector, Solón Zabre, quien terminó siendo expulsado del Estado por enfrentarse al gobernador Alfredo Delgado.

### Universidad de Sinaloa
El 9 de octubre de 1941, el Congreso del Estado cambia de nombre a la Universidad Socialista del Noroeste por Universidad de Sinaloa, abandonando la educación socialista. Lázaro Cárdenas había entregado el poder a Manuel Ávila Camacho. Y vino la contrarreforma educativa.
El gobierno de la Universidad estaba a cargo del Consejo Universitario, el Patronato Administrativo, el rector, los directores de facultades, escuelas e institutos y el presidente de la Federación Estudiantil. El rector era nombrado por el gobernador del Estado.

### Universidad Autónoma de Sinaloa
El 4 de diciembre de 1965, la Universidad de Sinaloa obtiene su autonomía. Según la Ley Orgánica las autoridades eran el Consejo Universitario y la Junta de Gobierno. Esta última se encargaba de nombrar y destituir al rector y directores de las distintas escuelas, facultades, carreras e institutos; resolver los conflictos que surgieran entre autoridades universitarias y expedir su propio reglamento. Años después, los estudiantes logran se suprima la Junta de Gobierno.
En la actualidad, la institución cuenta con más de cien mil alumnos, tiene posgrados y centros e institutos de investigación. Cuenta con ciudades universitarias, la principal se encuentra en Culiacán, donde se concentran la mayoría de sus escuelas profesionales, un centro de cómputo, una biblioteca universitaria disponible a la sociedad en general, y una estación de radio. Tiene campos universitarios en cuatro Unidades Regionales: Norte, Centro-Norte, Centro y Sur.
También tiene en las Unidades Regionales Norte, Centro y Sur una Biblioteca Central, siendo en la UR Centro donde se encuentra la Dirección General de Bibliotecas, ubicada en el edificio de la Biblioteca Central "Eustaquio Buelna Pérez" en la ciudad de Culiacán.

## Organización

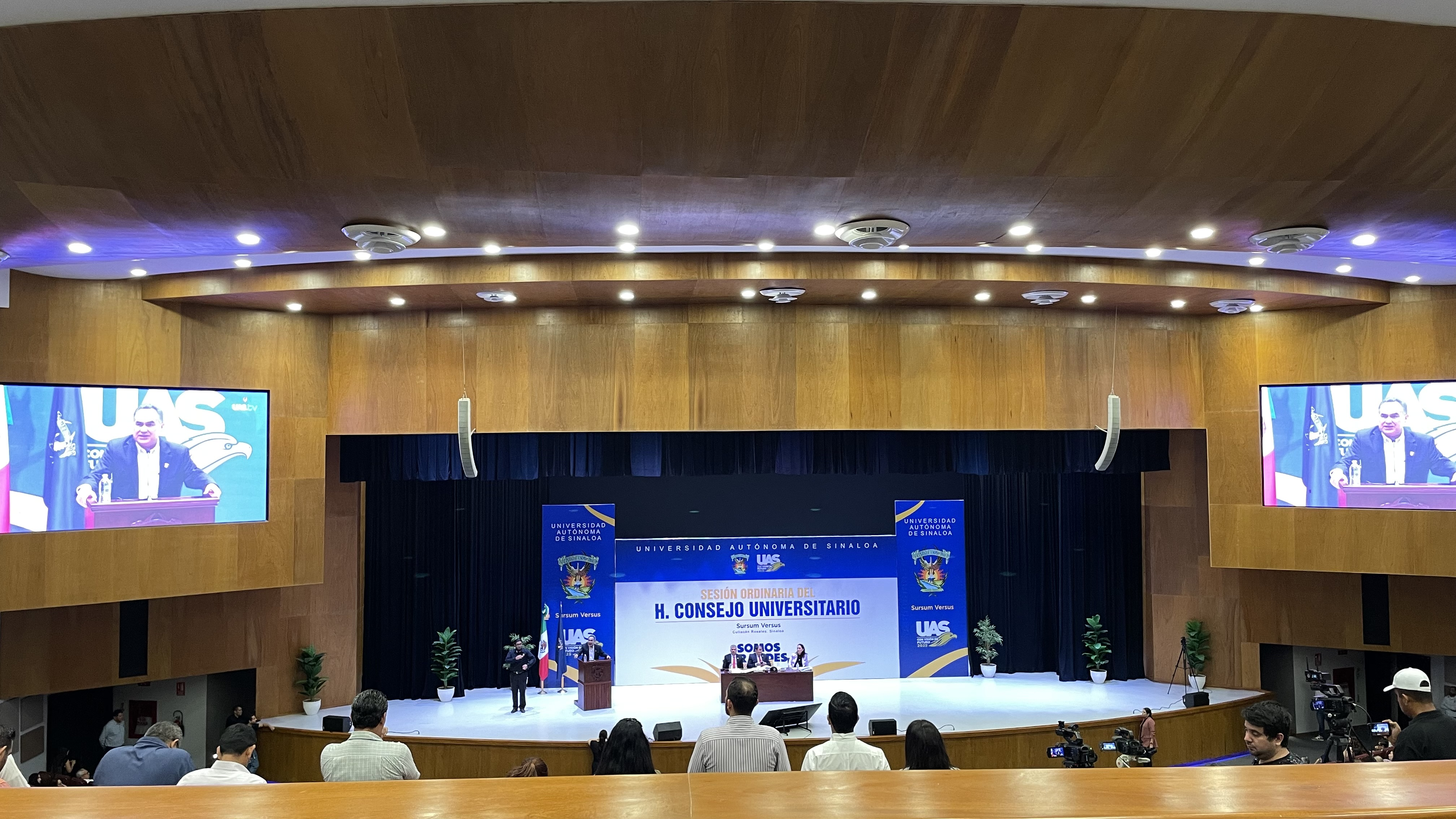
Sesión ordinaria del H. Consejo Universitario.

## Instalaciones

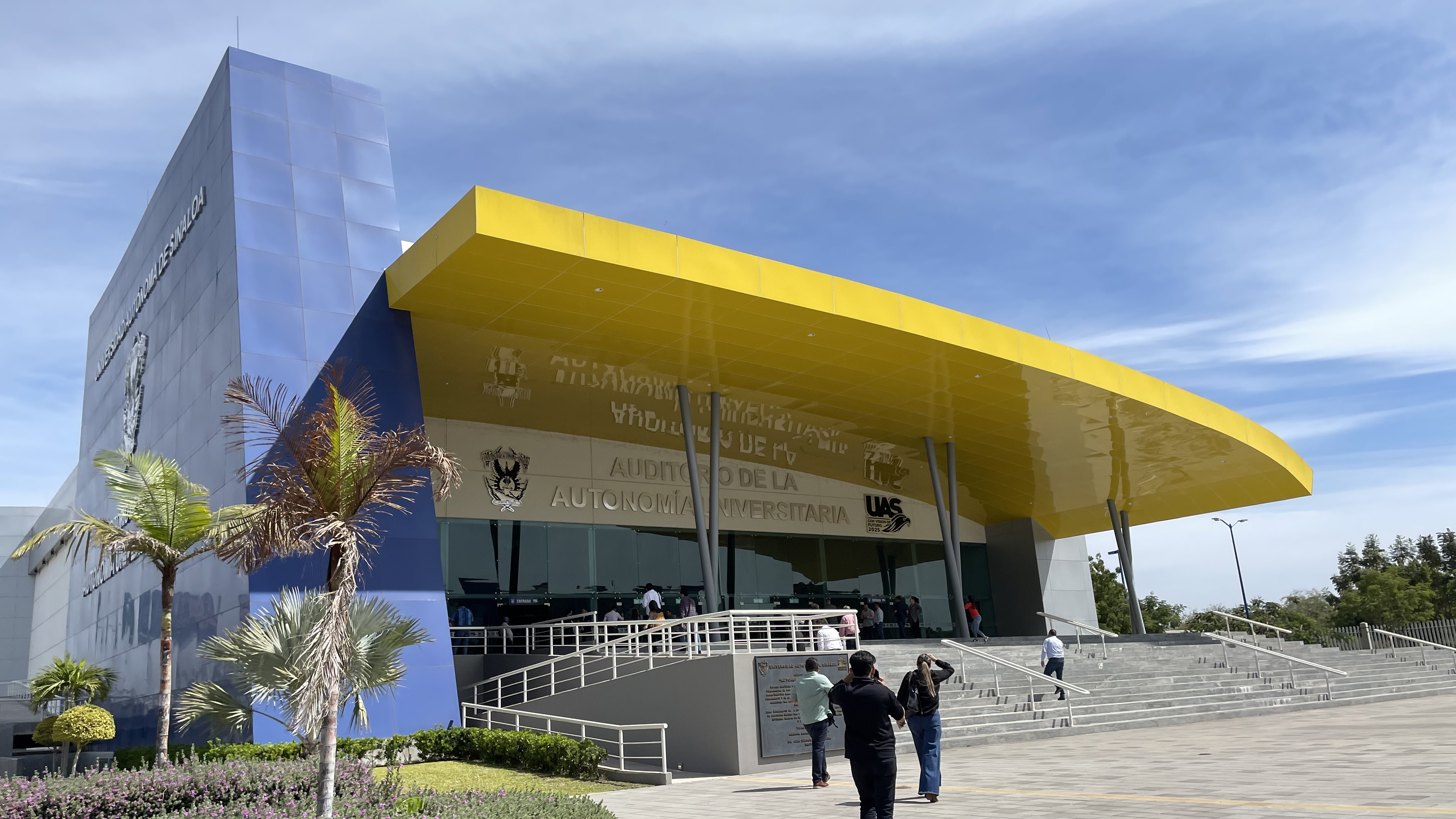
Auditorio de la Autonomía Universitaria.

## Unidades regionales

Unidades Regionales de la UAS
Unidad Regional Norte
Unidad Regional Centro-Norte
Unidad Regional Centro
Unidad Regional Sur

La UAS se divide en cuatro Unidades Regionales:
- UR Norte: las oficinas de ésta Unidad están en Los Mochis. Los municipios que forman parte de esta Unidad Regional son:
  - Ahome
  - El Fuerte
  - Choix
  - Guasave (parte noroeste)
- UR Centro-Norte: las oficinas de ésta Unidad están en Guamúchil. Los municipios que forman parte de esta Unidad Regional son:
  - Guasave (excepto la parte noroeste)
  - Salvador Alvarado
  - Sinaloa
  - Angostura
  - Mocorito
- UR Centro: las oficinas de ésta Unidad están en Culiacán al igual que las oficinas regionales de todo el estado. Los municipios que forman parte de esta Unidad Regional son:
  - Culiacán
  - Navolato
  - Badiraguato
  - Elota
  - Cosalá
- UR Sur: las oficinas de ésta Unidad están en Mazatlán. Los municipios que forman parte de esta Unidad Regional son:
  - Mazatlán
  - San Ignacio
  - Concordia
  - Rosario
  - Escuinapa

## Unidades Académicas Preparatorias
La UAS cuenta con preparatorias en todo el estado de Sinaloa, estas son denominadas Unidades Académicas Preparatorias y pueden contar con extensiones de acuerdo a las necesidades de la ubicación de las mismas. Entre las preparatorias destacadas se encuentran la Hermanos Flores Magón, Emiliano Zapata y Antonio Rosales.

### Unidad Regional Norte
- Valle del Carrizo
- Choix
- El Fuerte
- San Blas
- C.U. Mochis
- Mochis
- Juan José Ríos
- Ruiz Cortines

### Unidad Regional Centro-Norte
- Guasave Diurna
- Venancio Leyva Murillo
- Casa Blanca
- Guamúchil
- Lázaro Cárdenas
- Angostura
- La Reforma

### Unidad Regional Centro''A''
En esta unidad regional se encuentran únicamente preparatorias de la ciudad de Culiacán Rosales.

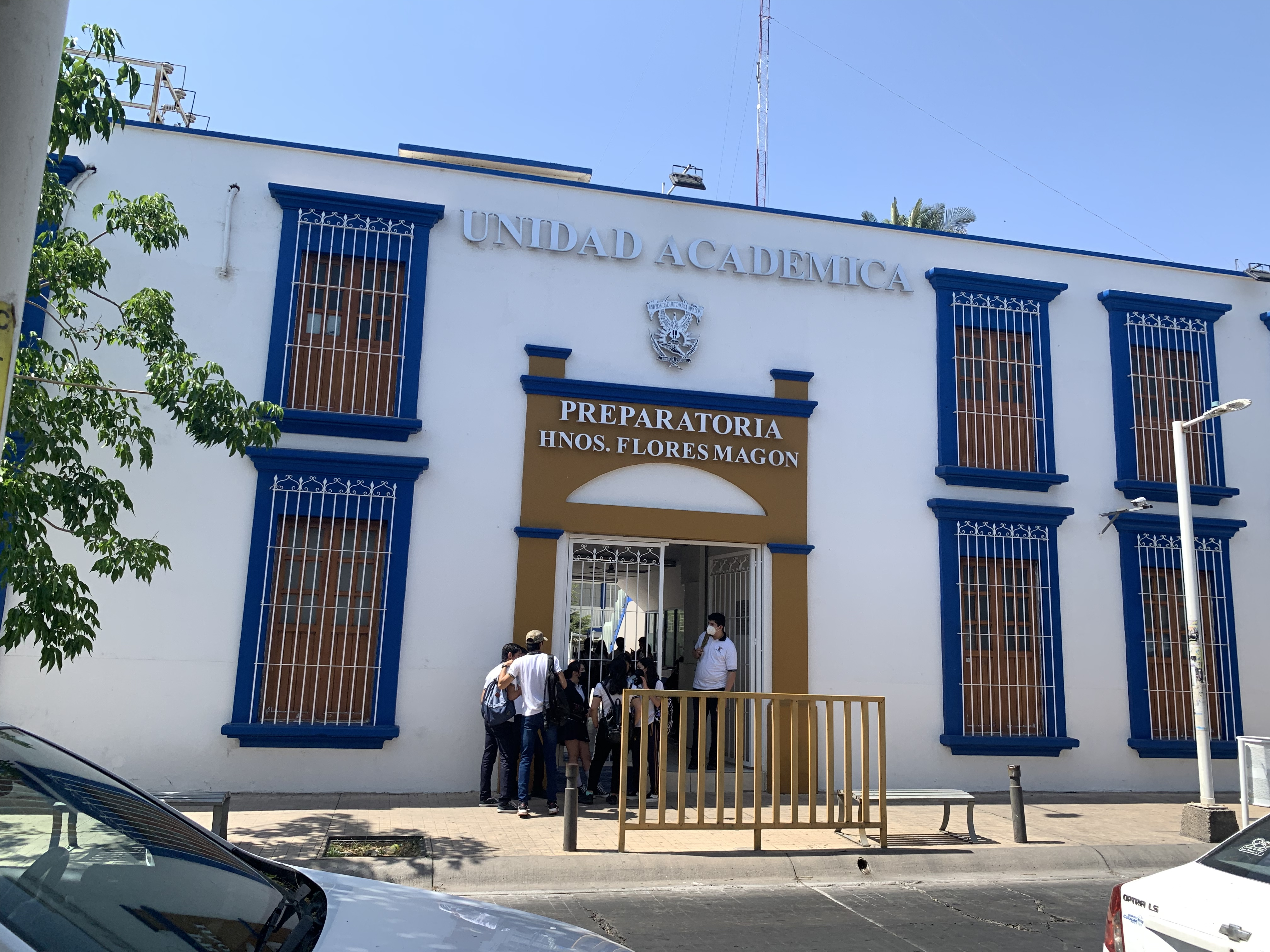
Prepa Hnos. Flores Magón.

- Hermanos Flores MagónPrepa Hnos. Flores Magón.
- Emiliano Zapata
- Augusto César Sandino
- Rafael Buelna Tenorio
- Dr. Salvador Allende
- Central
- Central (Prepita)

### Unidad Regional Centro''B''
- Badiraguato
- Heraclio Bernal
- La Cruz
- Carlos Marx
- Vladimir Lenin
- Quilá
- Genaro Vázquez Rojas
- 2 de octubre
- 8 de Julio
- Navolato
- Victoria Del Pueblo

### Unidad Regional Sur
- Rubén Jaramillo
- Mazatlán Diurna
- Antonio Rosales
- Villa Unión
- San Ignacio
- San Ignacio Ext. Piaxtla
- Concordia
- Víctor M, Tirado
- Escuinapa

## Oferta educativa
La UAS ofrece licenciaturas, ingenierías, posgrados y cuenta con Centro de Estudio de Idiomas en las ciudades de Los Mochis, Guasave, Guamúchil, Culiacán y Mazatlán.

### Licenciaturas e Ingenierías

#### Unidad Regional Norte
| Escuela o Facultad                                        | Licenciatura o Ingeniería |
| --------------------------------------------------------- | --- |
| Facultad de Agricultura del Valle del Fuerte              | - Agronomía - Comercialización Agropecuaria** |
| Escuela Superior de Educación Física Extensión Los Mochis | - Educación Deportiva (Semiescolarizada) |
| Facultad de Ciencias de la Educación Extensión Los Mochis | - Ciencias de la Educación Semiescolarizada - Educación Media con Acentuación en Español (Semipresencial) - Educación Media con Acentuación en Matemáticas (Semipresencial) |
| Escuela de Enfermería Los Mochis                          | - Enfermería |
| Facultad de Derecho y Ciencia Política                    | - Ciencia Política - Derecho - Derecho (Semiescolarizada) - Lic.criminalistica y ciencias forenses                                                                          |
| Facultad de Ingeniería Mochis                             | - Ingeniería Civil - Ingeniería Geodésica - Ingeniería de Software - Ingeniería en Procesos Industriales - Ingeniería en Nanotecnología y Energías Renovables               |
| Facultad de Trabajo Social                                | - Trabajo Social - Trabajo Social (Semiescolarizada) - Mediación Social del Conflicto                                                                                       |
| Facultad de Psicología Extensión Los Mochis               | - Psicología (Modalidad Virtual) |
| Unidad Académica de Negocios                              | - Desarrollo Empresarial y de Negocios (LDEN) - Diseño Gráfico Empresarial (LDGE) - Relaciones Comerciales Internacionales (LRCI) - Mercadotecnia Internacional (MKT Inter) |

Notas:
Todas las Escuelas y Facultades se ubican en la ciudad de Los Mochis, excepto:
* La Facultad de Agricultura del Valle del Fuerte se encuentra en la ciudad de Juan José Ríos.
** La licienciatura en Comercialización Aropecuaria se imparte en la Escuela de Comercialización Agropecuaria del Valle del Carrizo (que es una Unidad de la Escuela Superior de Agricultura del Valle del Fuerte), y se localiza en la Carretera Internacional Los Mochis-Navojoa km 55.5 frente a la localidad de El Carrizo.

#### Unidad Regional Centro-Norte
| Escuela o Facultad                                                     | Licenciatura o Ingeniería |
| ---------------------------------------------------------------------- | --- |
| Escuela de Derecho                                                     | - Derecho |
| Escuela de Ciencias Económicas y Administrativas Guasave               | - Administración de Empresas - Administración de Empresas (Semiescolarizada) - Administración de Recursos Humanos - Comercio Electrónico - Comercio Internacional - Contaduría Pública - Contaduría Pública (Semiescolarizada) - Mercadotecnia |
| Escuela de Derecho Guasave                                             | - Derecho - Derecho (Semiescolarizado) |
| Facultad de Psicología Extensión Guasave                               | - Psicología (Semiescolarizada) |
| Facultad de Administración Agropecuaria y Desarrollo Rural*            | - Contaduría Pública Fiscal - Informática - Negocios Agrotecnológicos - Negocios Internacionales |
| Facultad de Ciencias Económicas Administrativas Técnológicas Guamúchil | - Informática - Negocios Internacionales - Diseño Gráfico Empresarial - Contaduría Pública - Negocios Agrotecnológicos |
| Facultad de Ciencias de la Educación Extensión Guamúchil               | - Ciencias de la Educación Semiescolarizada - Educación Media con Acentuación en Español (Semipresencial) - Educación Media con Acentuación en Matemáticas (Semipresencial)                                                                    |
| Facultades Extensión Mocorito                                          | - Técnico en Instructor de Música - Técnico Superior Universitario en Agrozootecnia Sustentable - Administración de Empresas - Contaduría Pública - Derecho                                                                                    |
| Facultad de Contaduría y Administración Extensión Sinaloa de Leyva     | - Administración de Empresas - Contaduría Pública - Mercadotecnia |

Notas:
Todas las Escuelas se ubican en la ciudad de Guasave, pero:
* La Facultad de Administración Agropecuaria y Desarrollo Rural se localiza en la Carretera a Angostura kilómetro 0.5 en la ciudad de Guamúchil.

#### Unidad Regional Centro
| Escuela o Facultad                                                   | Licenciatura o Ingeniería |
| -------------------------------------------------------------------- | --- |
| Centro de Estudio de Idiomas                                         | - Docencia del Idioma inglés - Enseñanza del Idioma inglés |
| Escuela de Diseño y Artes Visuales                                   | - Lic. en Artes Visuales - Lic. en Diseño y Arte Multimedia - Lic. en Fotografía y Producción de Video |
| Facultad de Biología                                                 | - Biología - Biomedicina |
| Escuela de Ciencias Antropológicas                                   | - Antropología Social |
| Facultad de Ciencias de la Tierra y el Espacio                       | - Ingeniería Geodésica - Lic. en Astronomía - Ingeniería Geomática |
| Escuela de Filosofía y Letras                                        | - Filosofía - Lengua y Literatura Hispánicas - Periodismo - Sociología |
| Unidad Académica de Artes                                            | - Lic. en Educación Artística - Lic. en Artes Escénicas - Lic. en Música - Técnico Instructor en Música |
| Escuela de Nutrición y Gastronomía                                   | - Gastronomía - Nutrición |
| Escuela en Ciencias Computacionales* (Navolato)                      | - Licenciatura en Sistemas Computacionales - Técnico Superior Universitario en Sistemas Computacionales |
| Facultad de Educación Física y Deportes                              | - Licenciatura en Educación Física - Licenciatura en Educación Deportiva (Semiescolarizada) - Licenciatura en Actividad Física Para la Salud - Licenciatura en Entrenamiento Deportivo |
| Escuela Superior de Enfermería                                       | - Enfermería - Técnico Básico en Enfermería - Técnico Superior Universitario en Enfermería |
| Facultad de Agronomía**                                              | - Agronomía - Ingeniería Hortícola Ornamental y Diseño del Paisaje Sustentable - Técnico Superior Univeritario en Fruticultura - Técnico Superior Universitario en Horticultura Sustentable - Técnico Superior Universitario en Agrozootecnia Sustentable |
| Facultad de Arquitectura                                             | - Arquitectura - Diseño de Interiores y Ambientación - Diseño urbano y del Paisaje |
| Facultad de Ciencias de la Educación                                 | - Ciencias de la Educación - Ciencias de la Educación (Semiescolarizada) - Educación Media con Acentuación en Ciencias Sociales y Humanidades - Educación Media con Acentuación en Español - Educación Media con Acentuación en Español (Semipresencial) - Educación Media con Acentuación en Matemáticas - Educación Media con Acentuación en Matemáticas (Semipresencial) |
| Facultad de Ciencias Económicas y Sociales                           | - Economía - Ingeniería Financiera |
| Facultad de Ciencias Físico Matemáticas                              | - Electrónica - Física - Matemáticas - Técnico Superior Universitario en Enseñanza de la Física y la Matemática |
| Facultad de Ciencias Químico Biológicas                              | - Ingeniería Bioquímica - Química Farmacéutico Biológica (Q.F.B.) - Ingeniería Química - Biotecnología Genómica |
| Facultad de Contaduría y Administración                              | - Administración de Empresas - Contaduría Pública - Negocios y Comercio Internacional - Mercadotecnia |
| Facultad de Contaduría y Administración (Semiescolarizado)           | - Dirección de Cadenas Comercial - Administración de Empresas - Contaduría Pública - Negocios y Comercio Internacional - Mercadotecnia |
| Facultad de Contaduría y Administración (Extensión Navolato)         | - Administración de Empresas - Contaduría Pública |
| Facultad de Contaduría y Administración (Extensión Badiraguato)      | - Administración de Empresas - Contaduría Pública |
| Facultad de Derecho                                                  | - Derecho - Derecho (Semiescolarizado) - Derecho (Modalidad Virtual) |
| Facultad de Derecho (Extensión Navolato)                             | - Derecho |
| Facultad de Estudios Internacionales y Políticas Públicas            | - Estudios Internacionales - Políticas Públicas - Técnico Superior Universitario en Negocios Internacionales - Relaciones Comerciales Internacionales |
| Facultad de Historia                                                 | - Historia |
| Facultad de Informática                                              | - Informática - Ingeniería en Telecomunicaciones, Sistemas y Electrónica - Técnico Superior Universitario en Desarrollo Web |
| Facultad de Ingeniería                                               | - Ingeniería Civil - Ingeniería en Procesos Industriales - Técnico Superior Universitario en Minas y Metalurgia |
| Facultad de Medicina                                                 | - Médico General - Gericultura - Fisioterapia - Técnico Superior Universitario en Citología Cervical - Técnico Superior Universitario en Podología - Imagenología |
| Centro de Investigación y Docencia en Ciencias de la Salud           | - Optometría |
| Facultad de Medicina Veterinaria y Zootecnia                         | - Medicina Veterinaria y Zootecnia |
| Facultad de Odontología                                              | - Odontología - Técnico Superior Universitario en Prótesis Dental |
| Facultad de Psicología                                               | - Psicología - Psicología (Semiescolarizada) |
| Facultad de Trabajo Social                                           | - Trabajo Social - Trabajo Social (Semiescolarizado) - Técnico Superior Universitario en Trabajo Social |
| Unidad Académica de Criminalística, Criminología y Ciencias Forenses | - Licenciatura en Criminalística y Ciencias Forenses - Lic. en Criminalística y Ciencias Forenses (Semi-Escolarizada) - Lic. en Criminología Empresarial (Semi-Escolarizada)(Última Generación 2022-2026) - Licenciatura en Criminología (Semi-Escolarizada) |

Notas:
Todas las Escuelas y Facultades se ubican en la ciudad de Culiacán, excepto:
* La Escuela en Ciencias Computacionales se encuentra en la ciudad de Navolato.
** La Facultad de Agronomía del Valle de Culiacán se localiza en la Carretera Culiacán-Eldorado km 17.5.

#### Unidad Regional Sur
| Escuela o Facultad                                           | Licenciatura o Ingeniería |
| ------------------------------------------------------------ | --- |
| Facultad de Ciencias Económico y Administrativas de Mazatlán | - Administración de Empresas - Administración de Recursos Humanos - Contaduría Pública - Mercadotecnia                                                                      |
| Escuela de Ingeniería                                        | - Arquitectura - Ingeniería Civil - Ingeniería de Sistemas de Información                                                                                                   |
| Escuela Superior de Enfermería                               | - Enfermería y Obstetricia - Técnico Superior Universitario en Enfermería                                                                                                   |
| Escuela de Turismo                                           | - Turismo |
| Escuela Superior de Educación Física Extensión Mazatlán      | - Educación Deportiva (Semiescolarizado) |
| Facultad de Ciencias de la Educación Extensión Mazatlán      | - Ciencias de la Educación Semiescolarizada - Educación Media con Acentuación en Español (Semipresencial) - Educación Media con Acentuación en Matemáticas (Semipresencial) |
| Facultad de Ciencias del Mar                                 | - Biología Acuícola - Biología Pesquera - Gestión de Zona Costera |
| Facultad de Ciencias Sociales                                | - Ciencias de la Comunicación - Comercio Internacional - Economía - Sociología - Técnico Superior Universitario en Inteligencia Comercial                                   |
| Facultad de Derecho                                          | - Derecho - Derecho (Semiescolarizada) |
| Facultad de Informática                                      | - Informática - Sistemas de la Información |
| Facultad de Psicología Extensión Mazatlán                    | - Psicología - Psicología (Semiescolarizado) |
| Facultad de Trabajo Social                                   | - Trabajo Social - Trabajo Social (Semiescolarizado) - Técnico en Trabajo Social - Técnico Superior Universitario en Trabajo Social                                         |
| Escuela de Idiomas Mazatlán                                  | - Docencia del Idioma inglés |
| Unidad Académica de El Rosario                               | - Informática - Administración de Empresas - Turismo - Técnico Superior Universitario en Fruticultura                                                                       |

Notas:
Todas las Escuelas y Facultades se ubican en la ciudad de Mazatlán.

### Posgrados

#### Especialidades

##### UR Norte
- Escuela Superior de Agricultura del Valle del Fuerte:
  - Horticultura Sustentable

##### UR Centro
- Facultad de Medicina:
  - Anestesiología
  - Cirugía General
  - Ginecología y Obstetricia
  - Imagenología y Radiodiagnóstico
  - Medicina Familiar
  - Medicina Interna
  - Oftalmología
  - Otorrinolaringología
  - Pediatría
  - Psiquiatría
  - Traumatología y Ortopedia
  - Urgencias Médico Quirúrgicas
  - Urología

#### Maestrías

##### UR Norte
- Facultad de Derecho y Ciencia Política:
  - Ciencias Penales
  - Seguridad Pública y Participación Ciudadana

- Facultad de Ingeniería Mochis:
  - Ciencias de la Ingeniería (Acentuación en Materiales y en Estructuras)

##### UR Centro-Norte
- Facultad de Administración Agropecuaria y Desarrollo Rural:
  - Ciencias Económicas Administrativas y Sociales

##### UR Centro
- Facultad de Agronomía del Valle de Culiacán:
  - Ciencias de la Producción Agrícola
  - Ciencias Agropecuarias
  - Horticultura Avanzada
- Facultad de Biología
  - Maestría en Ciencias Biológicas
- Facultad de Medicina Veterinaria:
  - Ciencias Zootécnicas

- Facultad de Odontología:
  - Ortopedia y Ortodoncia Maxilofacial

- Facultad de Medicina:
  - Ciencias Médicas
  - Salud, Seguridad e Higiene Laboral Sustentable
  - Docencia en Ciencias de la Salud

- Facultad de Educación Física y Deportes
  - Lic. en Educación Física
  - Lic. en Actividad Física para la Salud
  - Lic. en Entrenamiento Deportivo
  - Lic. en Educación Deportiva (semiescolarizada)

- Facultad de Trabajo Social:
  - Trabajo Social

- Facultad de Ciencias Económicas y Sociales:
  - Ingeniería Financiera

- Facultad de Estudios Internacionales y Políticas Públicas:
  - Estudios de América del Norte

- Facultad de Contaduría y Administración:
  - Impuestos
  - Finanzas
  - Administración de los Recursos Humanos
  - Desarrollo Empresarial

- Facultada de Informática:
  - Informática Aplicada

- Facultad de Ciencias Químico Biológicas:
  - Ciencia y Tecnología de Alimentos

- Facultad de Arquitectura:
  - Arquitectura
- Facultad de Ciencias de la Tierra y el Espacio:
  - Ciencias de la Información y estrategias

##### UR Sur
- Facultad de Ciencias Sociales:
  - Ciencias Sociales

- Facultada de Informática:
  - Informática Aplicada

- Facultad de Ciencias del Mar:
  - Ciencias en Recursos Acuáticos

#### Doctorados

##### UR Norte
- Facultad de Ingeniería Mochis:
  - Ciencias de la Ingeniería (Acentuación en Materiales y en Estructuras)

##### UR Centro
- Facultad de Biología
  - Doctorado en Ciencias Biológicas

- Facultad de Ciencias Químico Biológicas:
  - Biotecnología

- Facultad de Medicina:
  - Ciencias Médicas

- Facultad de Derecho:
  - Derecho

- Facultad de Estudios Internacionales y Políticas Públicas:
  - Estudios de América del Norte

- Instituto de Investigaciones Económicas y Sociales:
  - Ciencias Sociales
- Facultad de Ciencias de la Tierra y el Espacio:
  - Ciencias de la Información

## Resultados en el Examen Nacional de Aspirantes a Residencias Médicas de México
De acuerdo con los resultados oficiales del Examen Nacional de Aspirantes a Residencias Médicas (ENARM) 2023, la Facultad de Medicina de la Universidad Autónoma de Sinaloa presentó 1833 sustentantes, de los cuales 800 fueron seleccionados, lo que representa una tasa de aceptación del 43.64 %. El promedio obtenido por sus egresados fue de 54.60 puntos, segundo entre las escuelas y facultades de medicina del país.